# Eugenia pubescens
Eugenia pubescens là một loài thực vật có hoa trong Họ Đào kim nương. Loài này được (Kunth) DC. mô tả khoa học đầu tiên năm 1828.